# London, Camberwell and Dulwich Tramways
Die London, Camberwell and Dulwich Tramways Company war ein Betreiber von Pferdebahnen im Süden Londons im Rahmen des größeren Netzes der Straßenbahn London. Die Gesellschaft betrieb von 1896 bis 1900 zwei Strecken mit einer Gesamtlänge von fünf Kilometern.

## Geschichte
Zunächst hatte am 10. August 1882 die Peckham and East Dulwich Tramways Company eine Konzession zum Bau und Betrieb von Straßenbahnen auf mehreren Strecken in Peckham und Dulwich erhalten. Der Bau der ersten Abschnitte begann und 1883 wurde die Konzession um mehrere Strecken erweitert. Nachdem sich die Bauarbeiten aus finanziellen Gründen verzögerten, gewährte man der Gesellschaft 1885 einen Aufschub und genehmigte gleichzeitig mehrere neue Strecken. Nachdem 1883 bereits in Peckham Rye (Westseite), der East Dulwich Road und einem Teil der Crystal Palace Road Gleise verlegt worden waren, kamen 1885 noch weitere Abschnitte hinzu. 
Am 5. Januar 1886 erhielt die Bahn die Betriebsgenehmigung für die fertiggestellten Strecken von der Hollydale Road/Queen’s Road über Hollydale Road (heute teilweise Lugard Road), Brayards Road, Atwell Road (heute teilweise überbaut), Choumert Road, Bellenden Road, Maxted Road, Nutbrook Street und Adys Road bis in die Crystal Palace Road und von Heaton Arms (Rye Lane/Heaton Road) über Rye Lane, Peckham Rye und East Dulwich Road bis East Dulwich Road/Adys Road. Ein kleines Depot wurde in der East Dulwich Road nahe der Abbiegung in die Straße Peckham Rye gebaut. Es standen jedoch keine Fahrzeuge und auch keine finanziellen Mittel zu deren Erwerb oder zur Anstellung von Fahrpersonal zur Verfügung. Der Wagen für die Inspektionsfahrt war von einer anderen Bahn geliehen worden.
1887 wurde die Gesellschaft in London, Camberwell and Dulwich Tramways Company umbenannt. Gleichzeitig wurde die Konzession für mehrere der genehmigten Strecken wieder aufgehoben. 1888 wurde zwar noch die Strecke von der Crystal Palace Road bis Dulwich, Plough Inn (Lordship Lane/Plough Lane) fertiggestellt, jedoch war weiterhin kein Geld für Fahrzeuge vorhanden. Erst im November 1896 konnten die beiden Strecken eröffnet werden. Das normalspurige Streckennetz hatte keine Gleisverbindung zu anderen Straßenbahnen, eine Umsteigemöglichkeit bestand jedoch zu den London Tramways an der Endstelle Hollydale Road.
Der Betrieb rentierte sich nicht, und schon 1900 wurden beide Strecken wieder außer Betrieb genommen und die Fahrzeuge verkauft. Am 15. August 1904 übernahmen die London County Council Tramways das Netz, das unverzüglich abgebaut wurde. Lediglich in der East Dulwich Road und auf dem kurzen Abschnitt in der Lordship Lane wurde 1906/07 der Betrieb mit elektrischen Straßenbahnen aufgenommen, die dann jedoch auf anderen Strecken durch Dulwich und Peckham verkehrten.

## Fahrzeuge
Die Pferdebahnwagen waren zweispännige, zweiachsige, offene Wagen mit einem Deck und 40 Quersitzen. Über ihre Anzahl ist nichts bekannt. Schaffner und Fahrkarten gab es nicht. Die Fahrgäste mussten das Fahrgeld in eine Sammelbox beim Kutscher einwerfen.

## Linienbetrieb
Bei Eröffnung im November 1896 waren folgende Linien vorgesehen:
| Linie                                             | Betrieb Dienstag–Freitag                        | Betrieb Montag, Samstag                         | Betrieb Sonntag |
| ------------------------------------------------- | ----------------------------------------------- | ----------------------------------------------- | --------------- |
| Heaton Arms – Dulwich, Plough Inn                 | vormittags alle 22, nachmittags alle 15 Minuten | vormittags alle 22, nachmittags alle 15 Minuten | alle 20 Minuten |
| Hollydale Road/Queen’s Road – Dulwich, Plough Inn | 7 Fahrten                                       | 10 Fahrten                                      | 1 Fahrt         |

Die Fahrten zur Hollydale Road erfolgten in Taktlücken der Hauptlinie.